# Чивитела Маритима
Чивитела Маритима (итал. Civitella Marittima) је насеље у Италији у округу Гросето, региону Тоскана.
Према процени из 2011. у насељу је живело 529 становника. Насеље се налази на надморској висини од 323 м.